# Nagyőrvistye
Nagyőrvistye (szlovákul Veľké Orvište, korábban Horny Orvište) község Szlovákiában, a Nagyszombati kerületben, a Pöstyéni járásban.

## Fekvése
Pöstyéntől 4 km-re északnyugatra, a Dunamenti-síkság északi kiszögelésében, a Vág és Dudvág folyók közén fekszik.

## Története
A község területe a régészeti kutatások szerint a kőkorszak óta lakott. Az i. e. 3500 körüli időből a lengyeli kultúra településének nyomai kerültek itt elő.
A falu első írásos említése 1113-ban a zobori apátság oklevelében "villa Rivvis" néven történt. Ebből fejlődött ki a későbbiekben Kis- és Nagyőrvistye. A korai időkben a település valószínűleg az időközben elpusztult Bana várának tartozéka volt. A következő említés 1335-ben Károly Róbert király Visegrádon kelt adománylevelében olvasható. Ebben a király a települést Berencs, Csejte és Holics urának, Rufusz Tamásnak adta. A 14. század közepén Rufusz a birtokot felsődiósi Diósy György nyitrai alispánnak adta el. 1395-ben már a nagyapponyi Apponyi család birtoka. 1447-ben "Ryusche" néven szerepel egy oklevélben. A 16. század elején több nemesi család birtoka. 1547-ben Zay Ferenc szerzett birtokot a településen. A család később kiterjesztette birtokait, melyek két központja Bucsány és Csejte volt. Az esztergomi érsekség 1571-1573-as adóösszeírásában "Nagi Hornysko" Kisőrvistyével együtt 8 forinttal szerepel. 1576-ban Nagy Eorwistye másfél jobbágy, 5 zsellér és 6 lakatlan portával szerepel. 1598-ban 16 ház állt a faluban, de a házak száma 1600-ra kilencre csökkent. 1715-ben 6 háztartása volt. 1786-ban a népszámlálás során 47 házat és 402 lakost találtak a településen. 1828-ban 75 háza és 525 lakosa volt.
Fényes Elek szerint "Orvistye (Kis és Nagy), 2 egymás mellett levő tót falu, Nyitra vmegyében, Pőstyénhez 1/2 órányira. Az első 125 kath., 10 evang., 5 zsidó; a második 448 kath., 25 evang., 29 zsidó lak. – Róna határuk igen jó; réteik kövérek; vizimalmuk van. Ut. p. Galgócz. Fő birtokos gr. Zay Károly."
1878-ban a Zay család eladta a bucsányi uradalmat, melyhez a község is tartozott, az újbirtokos a Fould-Springer család lett. A faluban ekkor már az Erdődy családnak is voltak birtokai. 1884-ben, 1893-ban és 1904-ben tűzvészek okoztak károkat a községben.
A trianoni békeszerződésig Nyitra vármegye Pöstyéni járásához tartozott.

## Népessége
| Év:            | 1994. | 2004.   | 2014.   | 2024.   |
| -------------- | ----- | ------- | ------- | ------- |
| Emberek száma: | 952   | 1004    | 1073    | 1046    |
| Eltérés:       |       | +5,46 % | +6,87 % | -2,51 % |

| Év:            | 2023. | 2024.   |
| -------------- | ----- | ------- |
| Emberek száma: | 1029  | 1046    |
| Eltérés:       |       | +1,65 % |

1910-ben 573 lakosából 546 szlovák és 11 magyar anyanyelvű volt.
2001-ben 963 lakosából 950 szlovák volt.
2011-ben 1084 lakosából 1021 szlovák és 1 magyar volt.

## Neves személyek
- Itt született 1870-ben Follajtár József MÁV-alkalmazott, irodakezelő, publicista.

## Nevezetességei
- A Nagyboldogasszony tiszteletére szentelt római katolikus temploma a 19. század közepén épült.
- Az evangélikus harangláb.

## Külső hivatkozások
- Hivatalos oldal
- Községinfó
- Nagyőrvistye Szlovákia térképén
- Travelatlas.sk
- E-obce.sk Archiválva 2008. február 7-i dátummal a Wayback Machine-ben